# Resultados do Carnaval do Rio de Janeiro em 2018
Nesta página estão listados os resultados dos concursos de escolas de samba e de blocos de enredo do carnaval do Rio de Janeiro do ano de 2018. Os desfiles foram realizados entre os dias 9 e 17 de fevereiro de 2018.
O carnaval teve um período de preparação conturbado. Em junho de 2017, a Prefeitura do Rio anunciou o corte de 50% do repasse de verbas públicas para as escolas de samba. A decisão gerou grande polêmica visto que em sua campanha à Prefeitura, Marcelo Crivella prometeu manter o patrocínio às escolas. Bispo licenciado da Igreja Universal do Reino de Deus, Crivella também foi acusado de ser influenciado pela sua religião ao cortar parte da verba do carnaval. A LIESA ameaçou cancelar os desfiles e sambistas organizaram protestos, mas o Prefeito manteve o corte. Sem dinheiro, a LIESA decidiu cancelar os ensaios técnicos, após quinze anos bancando o evento. Em outubro de 2017, faltando cerca de quatro meses para os desfiles, o Ministério do Trabalho interditou os barracões de todas as escolas na Cidade do Samba. Os barracões foram liberados ao final de novembro, após as escolas cumprirem uma série de exigências visando melhores condições de trabalho. As demais divisões do carnaval também sofreram corte de 50% no repasse de verbas públicas. A subvenção foi paga às escolas em janeiro de 2018, faltando menos de um mês para os desfiles. Assim como em 2017, Crivella viajou no carnaval e não acompanhou os desfiles. Diferente do ano anterior, o Prefeito participou do ato simbólico de entregar a chave da cidade ao Rei Momo, apesar de evitar tocar no instrumento.
O carnaval de 2018 também ficou marcado pelo retorno dos enredos baseados em críticas sociais. Os desfiles atingiram repercussão internacional ao abordarem questões políticas. Jornais estrangeiros apontaram que o carnaval do Rio recuperou sua verve política. A Beija-Flor conquistou seu 14.º título no carnaval com um desfile sobre as mazelas do Brasil, traçando um paralelo com a obra Frankenstein (que completou 200 anos em 2018). O enredo "Monstro É Aquele que não Sabe Amar. Os Filhos Abandonados da Pátria que os Pariu" foi desenvolvido pela comissão de carnaval da escola, Bianca Behrends, Cid Carvalho, Laíla, Léo Mídia, Marcelo Misailidis, Rodrigo Pacheco e Victor Santos. A Paraíso do Tuiuti conquistou o vice-campeonato com um décimo de diferença para a campeã. A escola criticou as reformas trabalhistas do Governo Temer e ironizou os protestos a favor do impeachment da ex-presidente Dilma Rousseff. Outra escola com desfile politizado, a Mangueira criticou o corte de verbas para o carnaval e retratou Marcelo Crivella como um boneco de Judas. Grande Rio e Império Serrano foram as últimas colocadas e seriam rebaixadas para a Série A, mas a LIESA decidiu cancelar o rebaixamento e manter as duas escolas na primeira divisão.
Unidos do Viradouro foi a campeã da Série A; Unidos da Ponte venceu Série B; União de Maricá conquistou a Série C; e Unidos da Villa Rica ganhou a Série D. Independentes de Olaria fez sua estreia no carnaval vencendo a Série E. O carnaval das escolas que desfilam na Estrada Intendente Magalhães teve recorde de público. Cerca de 200 mil pessoas estiveram presentes nos cinco dias de desfiles. Envolvida em disputas judiciais, a Caprichosos de Pilares não desfilou, pela primeira vez em seus 68 anos de existência. Entre os blocos de enredo, Barriga venceu o Grupo 1 e Mocidade Unida da Mineira conquistou o Grupo 2.

## Grupo Especial
O desfile do Grupo Especial foi organizado pela Liga Independente das Escolas de Samba do Rio de Janeiro (LIESA) e realizado no Sambódromo da Marquês de Sapucaí a partir das noites de 11 e 12 de fevereiro de 2018. O horário de início dos desfiles foi alterado para as 21 horas e 30 minutos, meia-hora mais cedo do que no ano anterior.
Ordem dos desfiles

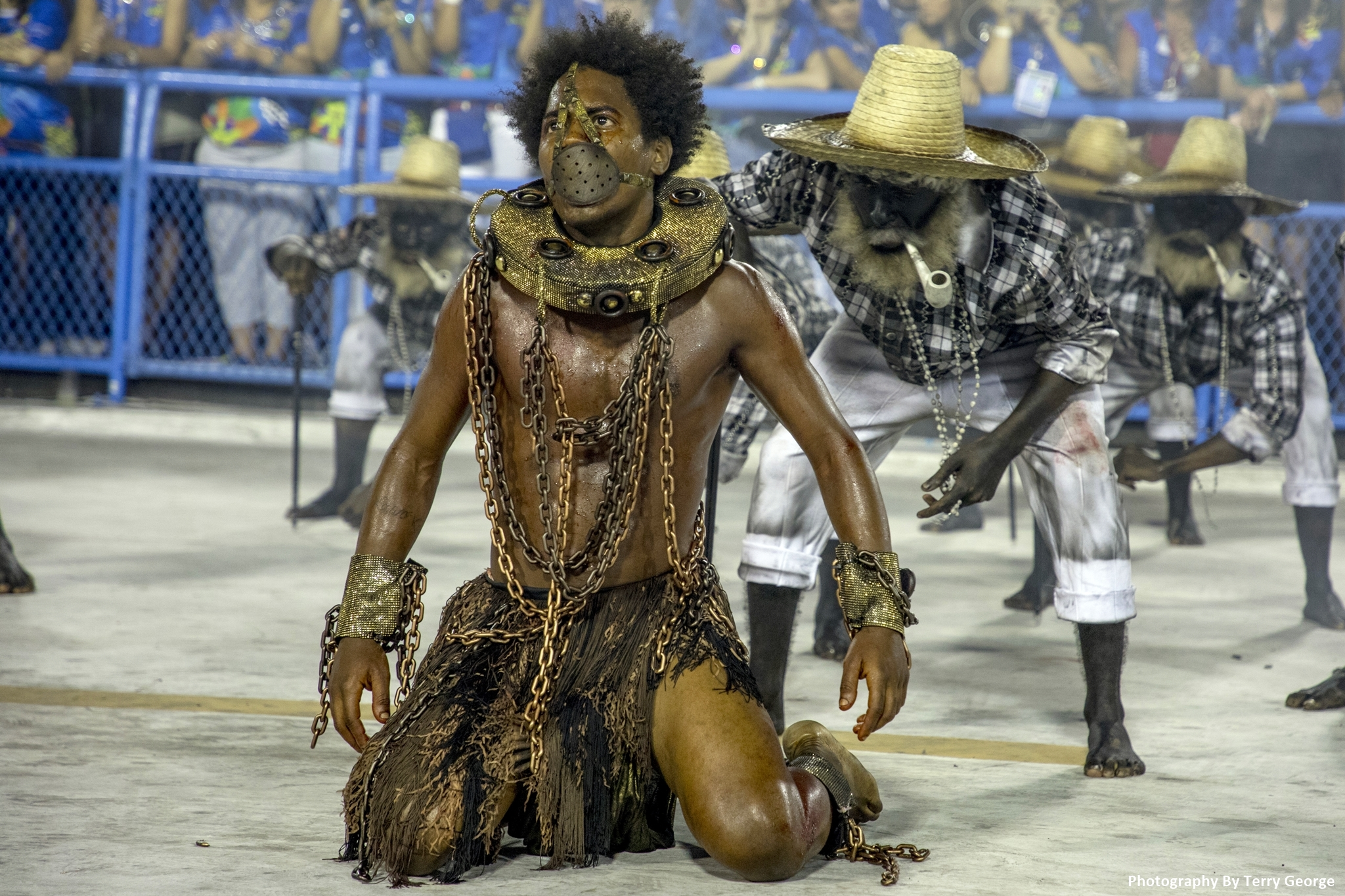
A multipremiada Comissão de Frente do Tuiuti em 2018. Escola foi a vice-campeã do carnaval.

A ordem dos desfiles foi definida através de sorteio realizado no dia 15 de julho de 2017 no Centro de Convenções SulAmérica, durante o encerramento do evento Carnavália Sambacon. Para equilibrar as forças, as escolas foram divididas em pares, sendo que, dentro dos pares, cada escola desfilaria em uma noite diferente. Os pares formados foram: Portela e Mocidade Independente de Padre Miguel; Salgueiro e Grande Rio; Mangueira e Beija-Flor; Imperatriz Leopoldinense e Unidos de Vila Isabel; União da Ilha do Governador e São Clemente.
Primeiro foi sorteada a noite de desfile de cada escola; depois foi sorteada a ordem de apresentação de cada noite. Três escolas tinham posições definidas e não participaram do sorteio: Campeão da Série A (segunda divisão) do ano anterior, o Império Serrano ficou responsável por abrir a primeira noite; penúltima colocada do Grupo Especial no ano anterior, a Unidos da Tijuca ficou responsável por abrir a segunda noite; última colocada do Grupo Especial no ano anterior, a Paraíso do Tuiuti encerraria a primeira noite. Após o sorteio foi permitido que as escolas negociassem a troca de posições dentro de cada noite. Sorteada para ser a quarta escola a se apresentar na primeira noite, a Mocidade trocou de posição com a Paraíso do Tuiuti.
| Domingo (11/02/2018) | Segunda-feira (12/02/2018) |
| 1. Império Serrano 2. São Clemente 3. Unidos de Vila Isabel 4. Paraíso do Tuiuti 5. Acadêmicos do Grande Rio 6. Estação Primeira de Mangueira 7. Mocidade Independente de Padre Miguel | 1. Unidos da Tijuca 2. Portela 3. União da Ilha do Governador 4. Acadêmicos do Salgueiro 5. Imperatriz Leopoldinense 6. Beija-Flor de Nilópolis |

Quesitos e julgadores
A LIESA extinguiu a cabine dupla de julgadores, sistema adotado no carnaval de 2017. Com isso, os julgadores voltaram a se dividir em quatro módulos espalhados pela avenida. Foram mantidos os nove quesitos de avaliação dos anos anteriores e a mesma quantidade de julgadores (quatro por quesito). O módulo em que ficaria cada julgador e sua condição (titular ou reserva) foi definido através de sorteio realizado no domingo, dia 11 de fevereiro de 2018, poucas horas antes do início do desfile.
| Quesitos | Quesitos                     | Julgador 1                | Julgador 2              | Julgador 3           | Julgador 4                | Reserva 1           | Reserva 2                |
| Quesitos | Quesitos                     | Entre os setores 03 e 03A | Setor 6                 | Setor 8              | Setor 10                  | Reserva 1           | Reserva 2                |
| -------- | ---------------------------- | ------------------------- | ----------------------- | -------------------- | ------------------------- | ------------------- | ------------------------ |
|          | Enredo                       | Artur Nunes Gomes         | Johnny Soares           | Pérsio Gomyde Brasil | Marcelo Antônio Masô      | Luiz Antonio Araújo | Marcelo Figueira         |
|          | Evolução                     | Edilberto Fonseca         | Fabiana Sobral          | Paola Novaes         | Verônica Torres           | Salete Lisboa       | Carolina Frajdenrajch    |
|          | Bateria                      | Ary Jaime Cohen           | Sérgio Naidin           | Cláudio Luiz Matheus | Jorge Gomes               | Phillipe Gladino    | Rafael Barros Castro     |
|          | Mestre-Sala e Porta-Bandeira | Paulo Rodrigues           | Beatriz Badejo          | Marilene Telles      | Áurea Härmmerli           | Gleice Ribeiro      | Mônica Barbosa           |
|          | Comissão de Frente           | Marcus Nery Magalhães     | Sérgio Henrique Pereira | Paulo César Morato   | João Wlamir               | Raffael Araujo      | Raphael David            |
|          | Alegorias e Adereços         | Soter Bentes              | Rebeca Kaiser           | Madson Oliveira      | Teresa Piva               | Mauro Senna         | Walber Ângelo de Freitas |
|          | Harmonia                     | Deborah Levy              | Mirian Orofino Gomes    | Célia Souto          | Humberto Farjado da Silva | Bruno Marques       | Jardel Maia Rodrigues    |
|          | Fantasias                    | Paulo Paradela            | Regina Oliva            | Helenice Gomes       | Gerson Martins            | Ana Cohen           | Wagner Louza             |
|          | Samba-Enredo                 | Mauro Costa Junior        | Clayton Fábio Oliveira  | Samuel Araújo        | Eri Galvão                | Alfredo Del-Penho   | Alice Serrano            |

### Classificação
A Beija-Flor conquistou seu 14.º título de campeã do carnaval carioca. O desfile traçou um paralelo entre a obra Frankenstein (que completou 200 anos em 2018) e as mazelas sociais do Brasil. Última agremiação a se apresentar, a escola de Nilópolis abdicou do luxo que a caracterizou nos anos anteriores e apostou em uma estética realista. Fatos da violência cotidiana foram encenados como o Massacre na escola de Realengo; a morte de policiais; e arrastões com bandidos armados. A corrupção na Petrobrás foi lembrada em uma alegoria onde o prédio da sede da estatal se transformava em uma favela. Ao final do desfile, uma multidão acompanhou a escola cantando o samba da agremiação. O enredo "Monstro É Aquele que não Sabe Amar. Os Filhos Abandonados da Pátria que os Pariu" foi desenvolvido pela Comissão de Carnaval formada por Cid Carvalho (de volta à escola após 12 anos), Laíla, Marcelo Misailidis, Victor Santos, Bianca Behrends, Rodrigo Pacheco e Léo Mídia. O título anterior da escola foi conquistado três anos antes, em 2015.
Paraíso do Tuiuti conquistou o melhor resultado de sua história até então. A escola foi vice-campeã com um décimo de diferença para a Beija-Flor. Este foi o terceiro desfile da escola na primeira divisão, sendo que, nos dois desfiles anteriores, terminou na última colocação. O desfile da escola repercutiu no Sambódromo e nas redes sociais ao criticar as reformas trabalhistas do Governo Temer. Uma ala, denominada "Manifestoches", ironizou os protestos a favor do impeachment da ex-presidente Dilma Rousseff. Na última alegoria, uma sátira a manifestantes marionetes, que são manipulados por grupos poderosos e um destaque central caracterizado de vampiro com uma faixa presidencial, em alusão ao presidente Michel Temer. Acadêmicos do Salgueiro ficou em terceiro lugar com um desfile sobre mulheres negras. A escola somou a mesma pontuação final que a Paraíso do Tuiuti. O desempate se deu no quesito Samba-Enredo. Umas das campeãs do ano anterior, Portela conquistou o quarto lugar com um desfile sobre judeus que deixaram Pernambuco para ajudar a fundar Nova York.

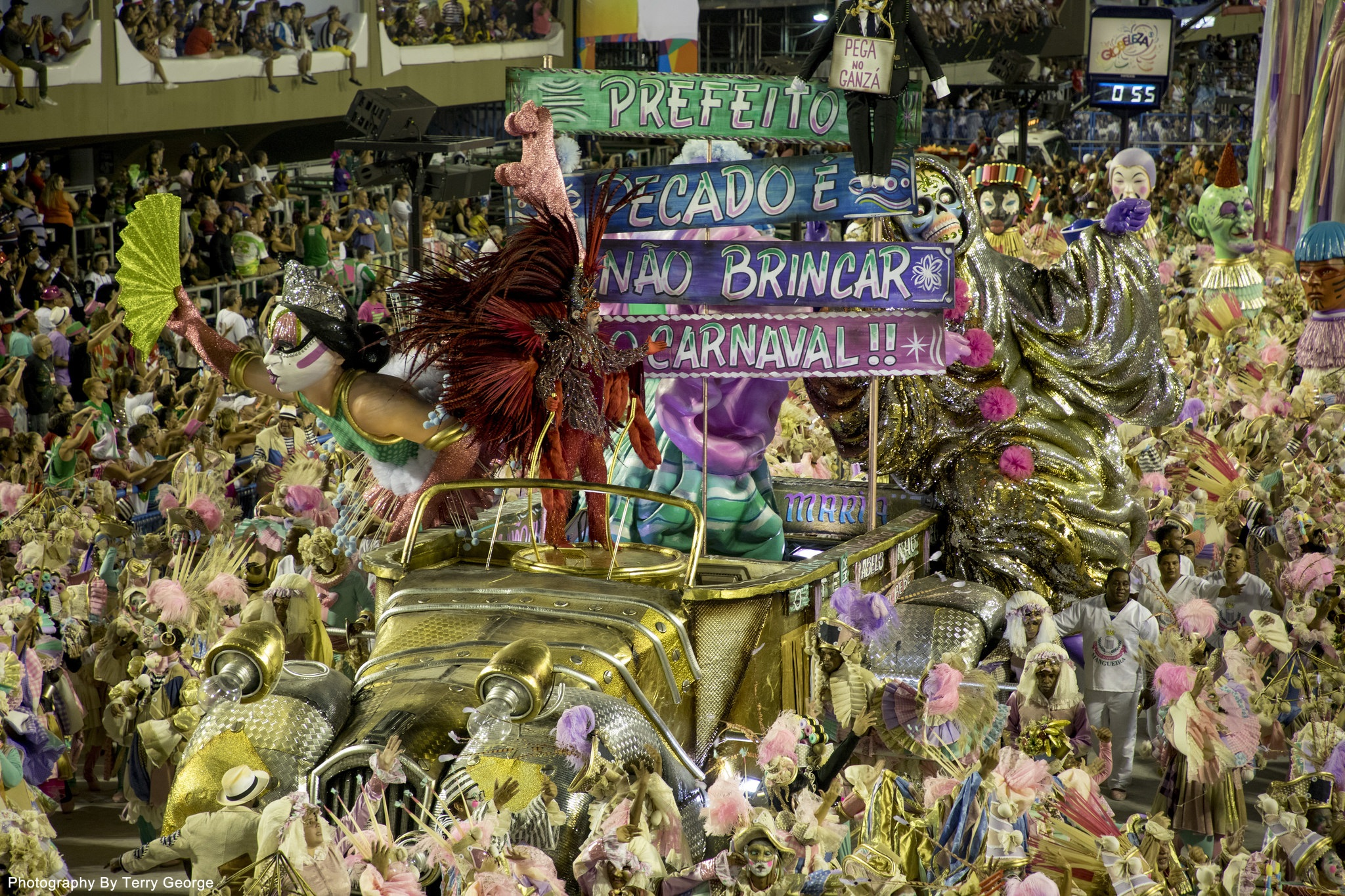
Alegoria da Mangueira ironizou o então prefeito do Rio, Marcelo Crivella. Escola foi a quinta colocada do carnaval.

A Mangueira foi a quinta colocada com um desfile sobre o carnaval. O enredo foi inspirado no corte de verba das escolas de samba. Em uma das alegorias, o prefeito Marcelo Crivella foi retratado como um boneco de Judas carregando uma placa com a inscrição "Pega no Ganzá", trecho de um samba-enredo cantado por Crivella em uma reunião onde pediu o voto das escolas de samba. Outra campeã de 2017, Mocidade Independente de Padre Miguel conquistou a última vaga do Desfile das Campeãs com um desfile que celebrava o encontro entre as culturas da Índia e do Brasil. Mangueira e Mocidade somaram a mesma pontuação final. O desempate ocorreu no quesito fantasias. Unidos da Tijuca conquistou o sétimo lugar com um desfile em homenagem à Miguel Falabella, que desfilou como destaque na última alegoria da escola. Oitava colocada, a Imperatriz Leopoldinense homenageou os duzentos anos do Museu Nacional, meses antes do incêndio que destruiu o museu. Carnavalesco campeão do ano anterior, Paulo Barros, e sua nova escola, Unidos de Vila Isabel conquistaram o nono lugar com um desfile sobre o futuro. União da Ilha do Governador foi a décima colocada com um desfile sobre os hábitos alimentares dos brasileiros. Homenageando os duzentos anos da Escola Nacional de Belas Artes, a São Clemente obteve o décimo primeiro lugar.
A Grande Rio foi a penúltima colocada com um desfile em homenagem ao comunicador Chacrinha, morto em 1988. A última alegoria da escola quebrou na concentração e não participou do desfile. Último colocado, o Império Serrano homenageou a China. Grande Rio e Império seriam rebaixadas, mas em uma plenária realizada no dia 28 de fevereiro de 2018, a LIESA decidiu cancelar o rebaixamento e manter as duas escolas na primeira divisão. Apenas os presidentes de Mangueira e Portela votaram contra cancelar o descenso. O Ministério Público do Rio de Janeiro abriu investigação sobre a "virada de mesa". O inquérito foi arquivado após a LIESA assinar um Termo de Ajustamento de Conduta se comprometendo a não cancelar novamente o rebaixamento do concurso, caso contrário, estaria sujeita ao pagamento de multa.
| Legenda: Desfile das Campeãs |

| Col. | Escola                                | Enredo                                                                           | Carnavalesco(a)                                                                                      | Pontos | Desempate            |
| ---- | ------------------------------------- | -------------------------------------------------------------------------------- | --- | ------ | -------------------- |
| 1    | Beija-Flor de Nilópolis               | Monstro É Aquele que não Sabe Amar. Os Filhos Abandonados da Pátria que os Pariu | Bianca Behrends, Cid Carvalho, Laíla, Léo Mídia, Marcelo Misailidis, Rodrigo Pacheco e Victor Santos | 269,6  | -                    |
| 2    | Paraíso do Tuiuti                     | Meu Deus, Meu Deus, Está Extinta a Escravidão?                                   | Jack Vasconcelos                                                                                     | 269,5  | Samba (30 pts)       |
| 3    | Acadêmicos do Salgueiro               | Senhoras do Ventre do Mundo                                                      | Alex de Souza                                                                                        | 269,5  | Samba (29,9 pts)     |
| 4    | Portela                               | De Repente de Lá pra Cá e "Dirrepente" Daqui pra Lá                              | Rosa Magalhães                                                                                       | 269,4  | -                    |
| 5    | Estação Primeira de Mangueira         | Com Dinheiro ou Sem Dinheiro, Eu Brinco!                                         | Leandro Vieira                                                                                       | 269,3  | Fantasias (30 pts)   |
| 6    | Mocidade Independente de Padre Miguel | Namastê: a Estrela que Habita em Mim, Saúda a que Existe em Você                 | Alexandre Louzada                                                                                    | 269,3  | Fantasias (29,6 pts) |
| 7    | Unidos da Tijuca                      | Um Coração Urbano: Miguel, Arcanjo das Artes, Saúda o Povo e Pede Passagem       | Annik Salmon, Hélcio Paim e Marcus Paulo                                                             | 269,1  | -                    |
| 8    | Imperatriz Leopoldinense              | Uma Noite Real no Museu Nacional                                                 | Cahê Rodrigues                                                                                       | 268,8  | -                    |
| 9    | Unidos de Vila Isabel                 | Corra, Que o Futuro Vem Aí!                                                      | Paulo Barros e Paulo Menezes                                                                         | 268,1  | -                    |
| 10   | União da Ilha do Governador           | Brasil, Bom de Boca                                                              | Severo Luzardo                                                                                       | 267,3  | -                    |
| 11   | São Clemente                          | Academicamente Popular                                                           | Jorge Silveira                                                                                       | 266,9  | -                    |
| 12   | Acadêmicos do Grande Rio              | Vai para o Trono ou não Vai?                                                     | Renato Lage e Márcia Lage                                                                            | 266,8  | -                    |
| 13   | Império Serrano                       | O Império do Samba na Rota da China!                                             | Fábio Ricardo                                                                                        | 265,6  | -                    |

### Desfile das Campeãs
O Desfile das Campeãs foi realizado a partir da noite do sábado, dia 17 de fevereiro de 2018, no Sambódromo da Marquês de Sapucaí. As seis primeiras colocadas do Grupo Especial desfilaram seguindo a ordem inversa de classificação.
| Ordem dos desfiles                                                                  |
| 1. Mocidade 2. Mangueira 3. Portela 4. Salgueiro 5. Paraíso do Tuiuti 6. Beija-Flor |

### Premiações
| Prêmios 2018         | Melhor Escola     | Samba-Enredo      | Melhor Enredo     | Melhor Bateria   | Mestre-Sala e Porta-Bandeira                                       | Comissão de Frente | Melhor Intérprete           | Melhor Ala de Baianas | Ala de Passistas | Melhor Carnavalesco       | Melhor Harmonia | Melhores Alegorias | Melhores Fantasias |
| -------------------- | ----------------- | ----------------- | ----------------- | ---------------- | ------------------------------------------------------------------ | ------------------ | --------------------------- | --------------------- | ---------------- | ------------------------- | --------------- | ------------------ | ------------------ |
| Estandarte de Ouro   | Salgueiro         | Mocidade          | Mangueira         | Mocidade         | Daniel e Verônica (Grande Rio)                                     | Paraíso do Tuiuti  | Tinga (Unidos da Tijuca)    | Mangueira             | -                | -                         | -               | -                  | -                  |
| Estrela do Carnaval  | Salgueiro         | Paraíso do Tuiuti | Paraíso do Tuiuti | Mocidade         | Claudinho e Selminha (Beija-Flor)                                  | Paraíso do Tuiuti  | Emerson Dias (Grande Rio)   | Salgueiro             | Mocidade         | Jack Vasconcelos (Tuiuti) | -               | Salgueiro          | Salgueiro          |
| Gato de Prata        | Salgueiro         | Beija-Flor        | Beija-Flor        | Mocidade         | Claudinho e Selminha (Beija-Flor)                                  | Paraíso do Tuiuti  | Emerson Dias (Grande Rio)   | Imperatriz            | Mangueira        | Alex de Souza (Salgueiro) | Portela         | -                  | -                  |
| Prêmio SRzd          | Salgueiro         | Beija-Flor        | -                 | União da Ilha    | Matheus e Squel (Mangueira)                                        | Paraíso do Tuiuti  | Wander Pires (Mocidade)     | Imperatriz            | Salgueiro        | Jack Vasconcelos (Tuiuti) | -               | -                  | -                  |
| S@mba-Net            | Paraíso do Tuiuti | Paraíso do Tuiuti | Paraíso do Tuiuti | Imperatriz       | Marcinho e Cristiane (Mocidade)                                    | Paraíso do Tuiuti  | Emerson Dias (Grande Rio)   | Salgueiro             | Mangueira        | -                         | -               | -                  | -                  |
| Tamborim de Ouro     | Paraíso do Tuiuti | Paraíso do Tuiuti | -                 | União da Ilha    | Sidclei e Marcella (Salgueiro)                                     | Paraíso do Tuiuti  | Neguinho da Beija-Flor      | Salgueiro             | -                | -                         | -               | -                  | -                  |
| Troféu Sambario      | Salgueiro         | Beija-Flor        | Mangueira         | Mocidade         | Sidclei e Marcella (Salgueiro)                                     | Paraíso do Tuiuti  | Ito Melodia (União da Ilha) | Mangueira             | Portela          | -                         | -               | -                  | -                  |
| Troféu Sambista      | Paraíso do Tuiuti | Paraíso do Tuiuti | Paraíso do Tuiuti | Imperatriz       | Thiaguinho e Rafaela (Imperatriz)                                  | Paraíso do Tuiuti  | Tinga (Unidos da Tijuca)    | Salgueiro             | Mangueira        | -                         | Beija-Flor      | -                  | -                  |
| Troféu Vai dar Samba | Beija-Flor        | Paraíso do Tuiuti | Beija-Flor        | União da Ilha    | Claudinho e Selminha (Beija-Flor) / Daniel e Verônica (Grande Rio) | Paraíso do Tuiuti  | Tinga (Unidos da Tijuca)    | Imperatriz            | Mocidade         | Jack Vasconcelos (Tuiuti) | -               | Beija-Flor         | Mangueira          |
| Plumas & Paetês      | -                 | Beija-Flor        | -                 | União da Ilha    | -                                                                  | Paraíso do Tuiuti  | Wander Pires (Mocidade)     | -                     | -                | Jack Vasconcelos (Tuiuti) | Salgueiro       | -                  | -                  |
| Troféu Bateria       | -                 | -                 | -                 | Unidos da Tijuca | -                                                                  | -                  | -                           | -                     | -                | -                         | -               | -                  | -                  |

Os(as) mais premiados(as):

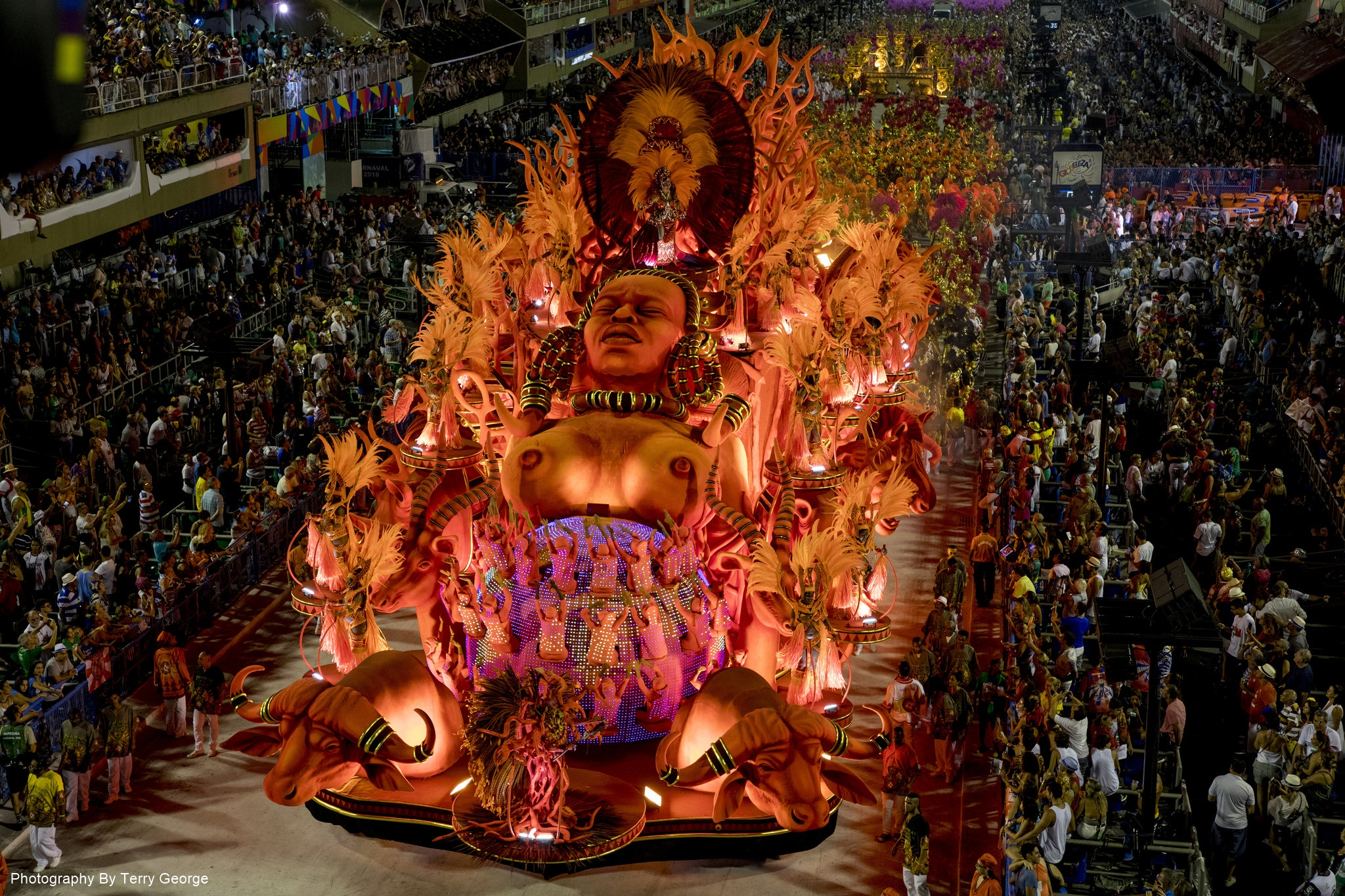
Abre-alas do Salgueiro no desfile de 2018. Terceira colocada no carnaval, escola foi a mais premiada do Grupo Especial.

- Melhor Escola/Desfile: Salgueiro com 5 prêmios.
- Samba-enredo: Paraíso do Tuiuti com 5 prêmios.
- Enredo: Paraíso do Tuiuti com 3 prêmios.
- Bateria: Mocidade e União da Ilha com 4 prêmios cada.
- Mestre-sala e Porta-bandeira: Claudinho e Selminha Sorriso (Beija-Flor) com 3 prêmios.
- Comissão de Frente: Paraíso do Tuiuti com 10 prêmios.
- Intérpretes: Emerson Dias (Grande Rio) e Tinga (Unidos da Tijuca) com 3 prêmios cada.
- Ala de Baianas: Salgueiro com 4 prêmios.
- Ala de Passistas: Mangueira com 3 prêmios.
- Carnavalesco: Jack Vasconcelos (Tuiuti) com 4 prêmios.

## Série A
O desfile da Série A (segunda divisão) foi organizado pela Liga das Escolas de Samba do Rio de Janeiro e realizado no Sambódromo da Marquês de Sapucaí, a partir das noites de 9 e 10 de fevereiro de 2018. O desfile de sexta-feira teve início às 22 horas e 30 minutos, enquanto o de sábado iniciou às 22 horas.
Ordem dos desfiles
Seguindo o regulamento do concurso, a primeira escola a desfilar na sexta-feira de carnaval foi a campeã da Série B do ano anterior (Unidos de Bangu); enquanto a primeira escola a desfilar no sábado de carnaval foi a penúltima colocada da Série A no ano anterior (Alegria da Zona Sul). A posição de desfile das demais escolas foi definida através de sorteio realizado no dia 13 de maio de 2017, na quadra do Império Serrano.
| Sexta-feira (09/02/2018) | Sábado (10/02/2018) |
| 1. Unidos de Bangu 2. Império da Tijuca 3. Acadêmicos do Sossego 4. Unidos do Porto da Pedra 5. Renascer de Jacarepaguá 6. Estácio de Sá | 1. Alegria da Zona Sul 2. Acadêmicos de Santa Cruz 3. Unidos do Viradouro 4. Acadêmicos da Rocinha 5. Acadêmicos do Cubango 6. Inocentes de Belford Roxo 7. Unidos de Padre Miguel |

Quesitos e julgadores

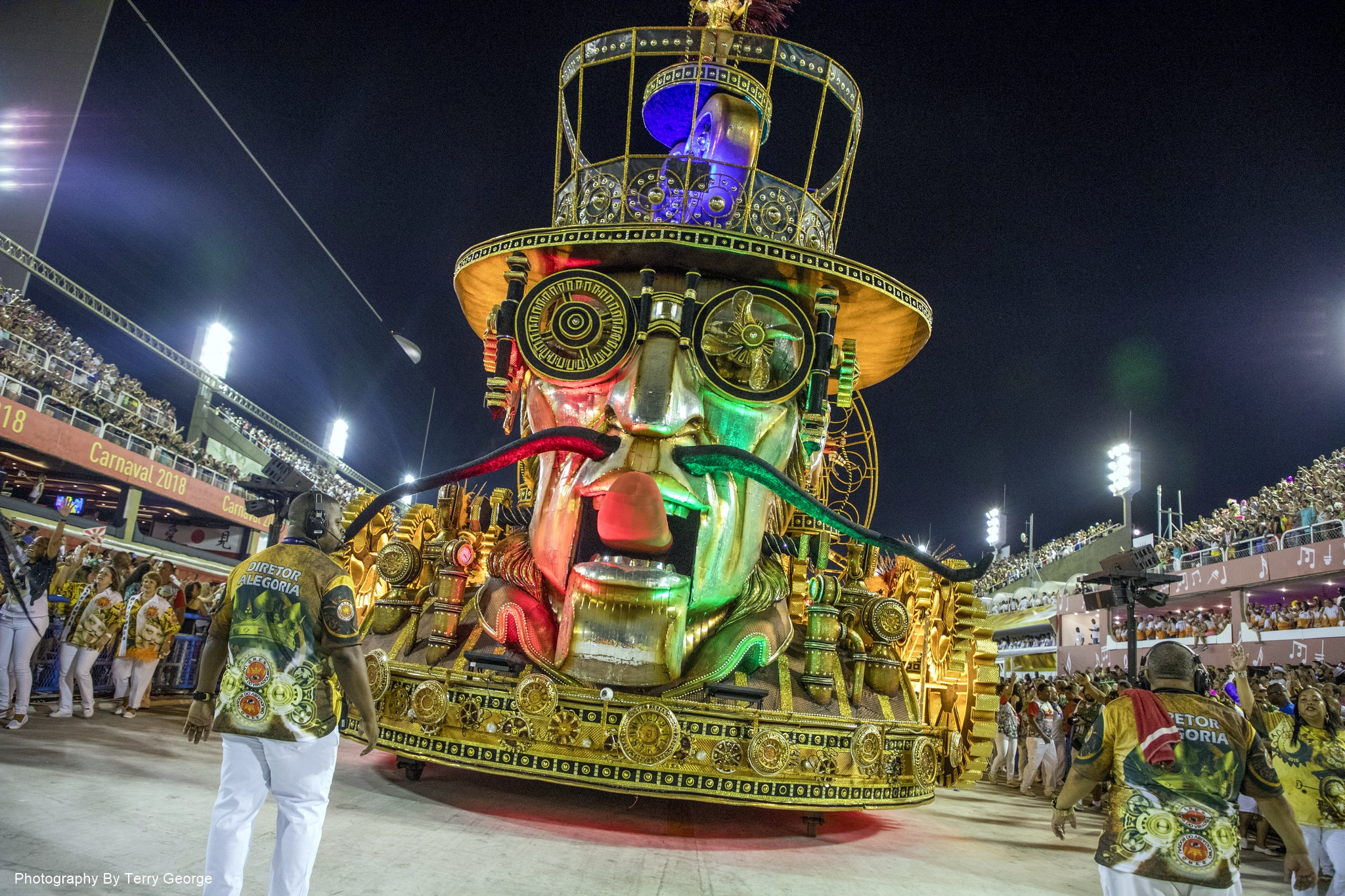
Carro abre-alas da Unidos do Viradouro no desfile de 2018. Escola foi a campeã da Série A.

Assim como o Grupo Especial, a Série A também extinguiu a cabine dupla de julgadores. Foram mantidos os nove quesitos de avaliação dos anos anteriores e a mesma quantidade de julgadores (quatro por quesito). O módulo em que ficaria cada julgador foi decidido através de sorteio realizado na presença de representantes das agremiações.
| Quesitos | Quesitos                     | Julgador 1                | Julgador 2                            | Julgador 3                     | Julgador 4                     |
| Quesitos | Quesitos                     | Entre os setores 03 e 03A | Setor 6                               | Setor 8                        | Setor 10                       |
| -------- | ---------------------------- | ------------------------- | ------------------------------------- | ------------------------------ | ------------------------------ |
|          | Bateria                      | Nelson Nunes Pestana      | Oscar "Bolão" Werneck                 | Luiz Carlos "Meu Bom"          | Edimar Ubirajara               |
|          | Fantasias                    | Izabel Cristina Caldas    | João Carlos Rodrigues C. de Miranda   | Gustavo Luiz dos Santos Silva  | Suely Medeiros                 |
|          | Alegorias e Adereços         | Ricardo Gomes Lopes       | Alexandre Gonçalves                   | André Pereira Dias             | José Mauricio Rodrigues        |
|          | Harmonia                     | Ruy de Oliveira           | Luiz Eduardo Pinto da Rocha Fernandes | Leandro Alessandro S. de Souza | Tiago Luiz dos Santos Ribeiro  |
|          | Enredo                       | André Camargo             | Gilmar Oliveira                       | José Mauricio Paula Tavares    | Flávio Freire Xavier           |
|          | Evolução                     | Levi Cintra               | Paulo Melgaço                         | Carlos Antônio Vieira Fraga    | Malu Cotrim                    |
|          | Mestre-Sala e Porta-Bandeira | Andrezza Cunha            | Aline Pereira de Lima                 | Vera Aragão                    | Marcia Maria Frey Leiros Girão |
|          | Samba-Enredo                 | André Gimenes             | Renato Vazquez                        | Marcos Vinicius Monteiro       | André Bonatte                  |
|          | Comissão de Frente           | Fabio Canejo              | Diego de A. Alves Moreira             | Irene Orazem                   | Ruidglan Barros de Souza       |

### Classificação
Unidos do Viradouro foi campeã com três décimos de diferença para a Unidos de Padre Miguel. Com a vitória, a escola garantiu seu retorno ao Grupo Especial, de onde estava afastada desde 2015. O desfile da Viradouro homenageou personalidades consideradas "geniais", como Albert Einstein, Leonardo Da Vinci, Galileu Galilei, Charlie Chaplin, além de personagens como Dom Quixote e Frankenstein. Este foi o terceiro título da Viradouro na segunda divisão e o segundo do carnavalesco Edson Pereira.

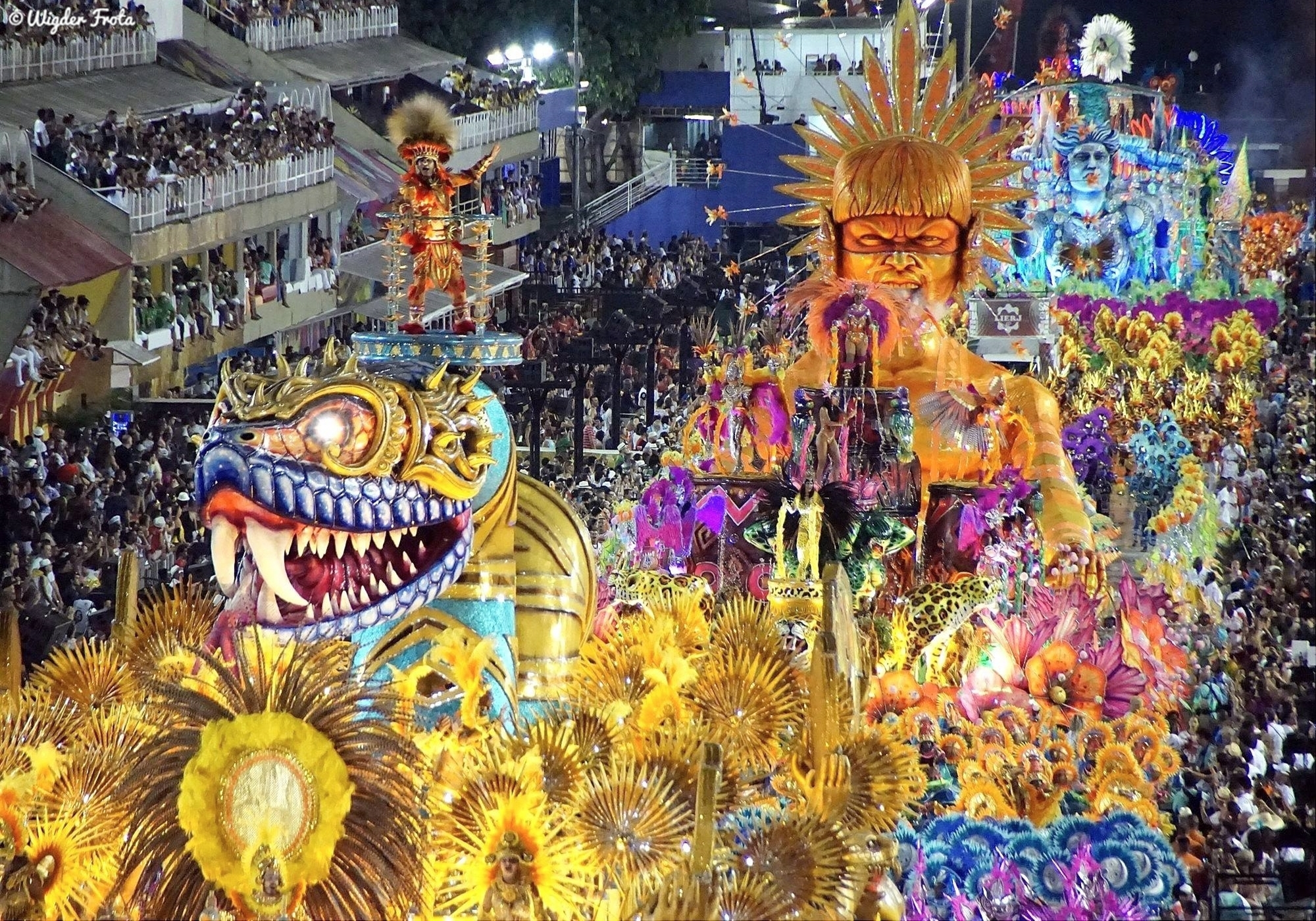
Desfile da Unidos de Padre Miguel em 2018. Escola foi a vice-campeã da Série A pela terceira vez em quatro anos.

Pela terceira vez, desde 2015, a Unidos de Padre Miguel ficou em segundo lugar na Série A. A escola realizou um desfile baseado numa passagem do livro Órfãos do Eldorado, de Milton Hatoum, sobre uma cidade imaginária que fica no fundo do Rio Amazonas e cujos habitantes são encantados. Terceira colocada, a Unidos do Porto da Pedra homenageou as dez rainhas do rádio (Linda e Dircinha Batista, Marlene, Dalva de Oliveira, Mary Gonçalves, Emilinha Borba, Ângela Maria, Vera Lúcia, Dóris Monteiro e Julie Joy). Com um desfile sobre o município de Magé, a Inocentes de Belford Roxo obteve o quarto lugar. Acadêmicos do Cubango foi a quinta colocada com um desfile sobre o artista plástico Bispo do Rosário. Sexta colocada, a Estácio de Sá realizou um desfile sobre o comércio brasileiro. Com um desfile sobre o orixá Obaluaiê, o Império da Tijuca se classificou em sétimo lugar. Alegria da Zona Sul foi a oitava colocada com um desfile sobre Luiza Mahin. Nona colocada, a Renascer de Jacarepaguá realizou um desfile baseado na obra A Floresta do Amazonas, de Heitor Villa-Lobos. Com um desfile sobre a esperança, a Acadêmicos de Santa Cruz obteve o décimo lugar. Acadêmicos da Rocinha foi a décima primeira colocada com um desfile sobre J. Borges e a arte da xilogravura no Brasil. O homenageado participou do desfile, aos 82 anos de idade. Penúltima colocada, a Unidos de Bangu homenageou personalidades negras como Chico Rei, Ganga Zumba e Zumbi dos Palmares. Última colocada, a Acadêmicos do Sossego realizou um desfile sobre diversos tipos de rituais. A escola desfilou com um samba-enredo sem verbo na letra. Sossego seria rebaixada mas, assim como no Grupo Especial, o descenso foi cancelado após uma plenária realizada no dia 15 de março com os presidentes das escolas que compõem o Grupo. Apenas os presidentes das escolas Estácio de Sá, Acadêmicos da Rocinha e Império da Tijuca votaram contra cancelar o rebaixamento.

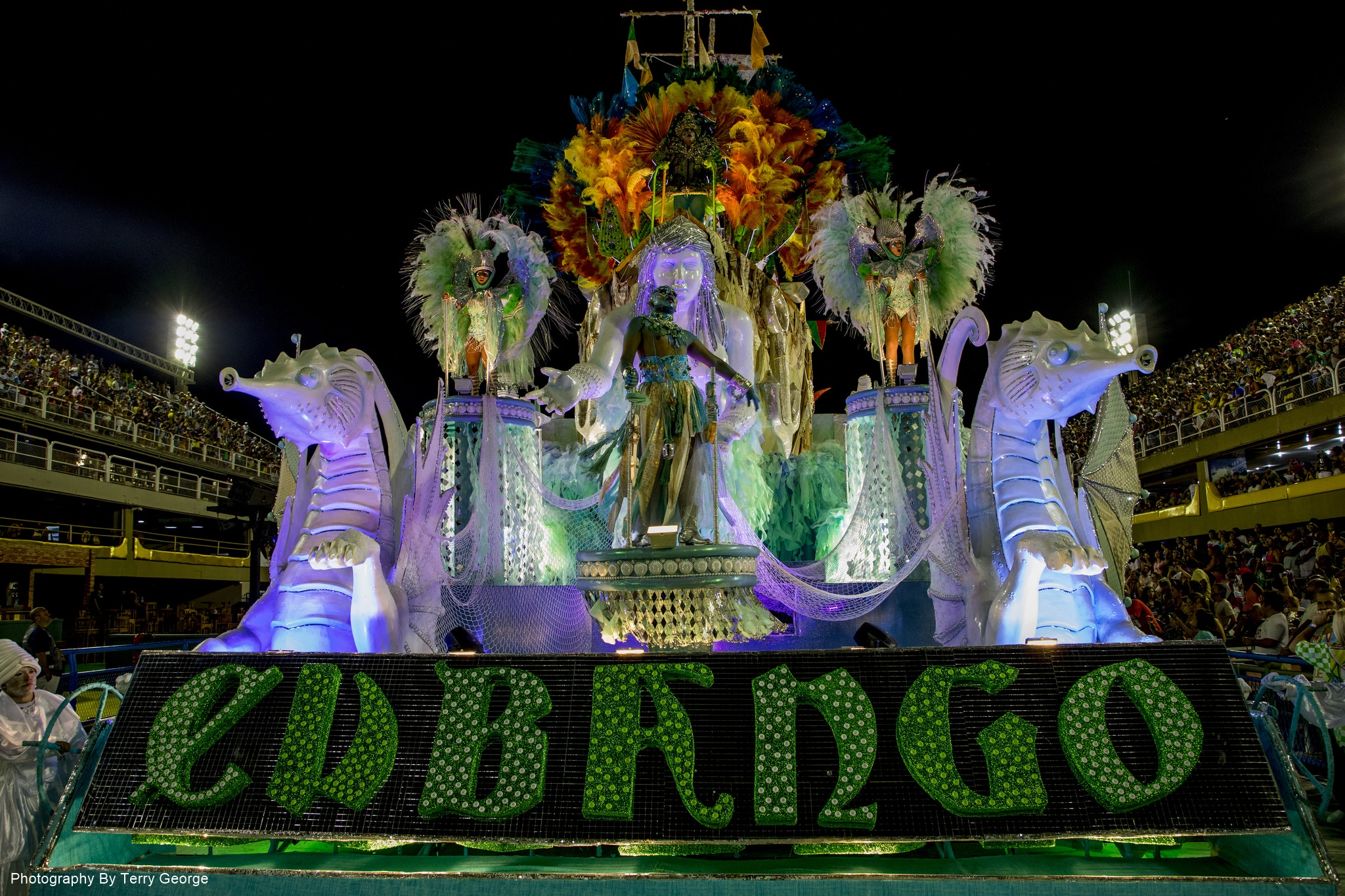
Desfile do Cubango em 2018. Escola recebeu o Estandarte de Ouro de melhor agremiação da Série A.

| Legenda: Promovida ao Grupo Especial |

| Col. | Escola                    | Enredo                                                                             | Carnavalesco(a)                   | Pontos | Desempate           |
| ---- | ------------------------- | ---------------------------------------------------------------------------------- | --------------------------------- | ------ | ------------------- |
| 1    | Unidos do Viradouro       | Vira a Cabeça, Pira o Coração - Loucos Gênios da Criação                           | Edson Pereira                     | 269,7  | -                   |
| 2    | Unidos de Padre Miguel    | O Eldorado Submerso: Delírio Tupi-Parintintin                                      | João Vitor Araújo                 | 269,4  | -                   |
| 3    | Unidos do Porto da Pedra  | Rainhas do Rádio - Nas Ondas da Emoção, o Tigre Coroa as Divas da Canção!          | Jaime Cezário                     | 269    | -                   |
| 4    | Inocentes de Belford Roxo | Mojú, Magé, Mojubá - Sinfonias e Batuques                                          | Wagner Gonçalves                  | 268,2  | -                   |
| 5    | Acadêmicos do Cubango     | O Rei Que Bordou o Mundo                                                           | Gabriel Haddad e Leonardo Bora    | 268    | -                   |
| 6    | Estácio de Sá             | No Pregão da Folia, Sou Comerciante da Alegria com a Estácio Boto Banca na Avenida | Tarcísio Zanon                    | 267,5  | -                   |
| 7    | Império da Tijuca         | Olubajé - Um Banquete para o Rei                                                   | Jorge Caribé                      | 267,4  | -                   |
| 8    | Alegria da Zona Sul       | Bravos Malês! A Saga de Luiza Mahin                                                | Marco Antônio Falleiros           | 266,2  | Comissão (29,8 pts) |
| 9    | Renascer de Jacarepaguá   | Renascer de Flechas e de Lobos                                                     | Alexandre Rangel e Raphael Torres | 266,2  | Comissão (29,3 pts) |
| 10   | Acadêmicos de Santa Cruz  | No Voo Mágico da Esperança, Quem Acredita, Sempre Alcança                          | Max Lopes                         | 265,7  | -                   |
| 11   | Acadêmicos da Rocinha     | Madeira Matriz                                                                     | Marcus Ferreira                   | 265,4  | -                   |
| 12   | Unidos de Bangu           | A Travessia da Calunga Grande e a Nobreza Negra no Brasil                          | Cid Carvalho                      | 264,3  | -                   |
| 13   | Acadêmicos do Sossego     | Ritualis                                                                           | Peterson Alves                    | 263,7  | -                   |

### Premiações
- Vice-campeã da Série A, a Unidos de Padre Miguel recebeu a maioria dos prêmios de melhor escola.
- A Unidos de Padre Miguel também recebeu a maioria dos prêmios de melhor samba-enredo.
- As baterias do Cubango e da Inocentes de Belford Roxo receberam três premiações. A bateria da Viradouro foi premiada duas vezes.
- A comissão de frente da Viradouro, coreografada por Márcio Moura, foi a mais premiada, recebendo quatro premiações.
- O intérprete mais premiado foi Zé Paulo Sierra, da Viradouro.
- A ala de baianas da Viradouro foi a mais premiada da Série A.

| Prêmios 2018             | Melhor Escola       | Samba-Enredo        | Melhor Enredo     | Melhor Bateria | Mestre-Sala e Porta-Bandeira          | Comissão de Frente | Melhor Intérprete            | Melhor Ala de Baianas | Ala de Passistas    | Melhor Carnavalesco                      | Melhor Harmonia | Melhores Alegorias  | Melhores Fantasias  |
| ------------------------ | ------------------- | ------------------- | ----------------- | -------------- | ------------------------------------- | ------------------ | ---------------------------- | --------------------- | ------------------- | ---------------------------------------- | --------------- | ------------------- | ------------------- |
| Estandarte de Ouro       | Cubango             | Cubango             | -                 | -              | -                                     | -                  | -                            | -                     | -                   | -                                        | -               | -                   | -                   |
| Estrela do Carnaval      | Unidos de P. Miguel | Unidos de P. Miguel | -                 | Viradouro      | Peixinho e Jaçanã (Inocentes)         | Porto da Pedra     | Diego Nicolau (Renascer)     | Viradouro             | -                   | -                                        | -               | Unidos de P. Miguel | Unidos de P. Miguel |
| Gato de Prata            | Cubango             | Viradouro           | -                 | Inocentes      | Julinho e Rute (Viradouro)            | Viradouro          | Igor Vianna (Alegria)        | Alegria da Zona Sul   | Unidos de P. Miguel | Gabriel Haddad e Leonardo Bora (Cubango) | -               | -                   | -                   |
| Prêmio SRzd              | Unidos de P. Miguel | Inocentes           | -                 | Cubango        | Rodrigo e Cintya (Porto da Pedra)     | Viradouro          | Zé Paulo (Viradouro)         | Viradouro             | Estácio de Sá       | Edson Pereira (Viradouro)                | -               | -                   | -                   |
| S@mba-Net                | Viradouro           | Unidos de P. Miguel | Cubango           | Inocentes      | Luís e Patrícia (Renascer)            | Inocentes          | Serginho do Porto (Estácio)  | Viradouro             | Império da Tijuca   | -                                        | -               | Viradouro           | Unidos de P. Miguel |
| Troféu Nota 10           | Unidos de P. Miguel | Estácio de Sá       | -                 | Cubango        | -                                     | -                  | Zé Paulo (Viradouro)         | -                     | -                   | -                                        | -               | -                   | -                   |
| Troféu Sambario          | Unidos de P. Miguel | Unidos de P. Miguel | -                 | -              | -                                     | -                  | Evandro M. (Cubango)         | -                     | -                   | -                                        | -               | -                   | -                   |
| Troféu Sambista          | Viradouro           | Unidos de P. Miguel | Império da Tijuca | Inocentes      | Jeferson e Gleice (Império da Tijuca) | Viradouro          | Pixulé (Unidos de P. Miguel) | Porto da Pedra        | Império da Tijuca   | -                                        | Viradouro       | -                   | -                   |
| Troféu Explosão in Samba | Unidos de P. Miguel | -                   | -                 | -              | -                                     | -                  | -                            | -                     | -                   | -                                        | -               | -                   | -                   |
| Troféu Vai dar Samba     | Unidos de P. Miguel | Viradouro           | Cubango           | Estácio de Sá  | Julinho e Rute (Viradouro)            | Viradouro          | Zé Paulo (Viradouro)         | Cubango               | Viradouro           | -                                        | -               | Unidos de P. Miguel | Unidos de P. Miguel |
| Plumas & Paetês          | -                   | Renascer            | -                 | Viradouro      | -                                     | Porto da Pedra     | -                            | -                     | -                   | Edson Pereira (Viradouro)                | Viradouro       | -                   | -                   |
| Troféu Bateria           | -                   | -                   | -                 | Cubango        | -                                     | -                  | -                            | -                     | -                   | -                                        | -               | -                   | -                   |

## Série B
O desfile da Série B (terceira divisão) foi organizado pela Liga Independente das Escolas de Samba do Brasil e realizado na Estrada Intendente Magalhães, a partir das 20 horas da terça-feira, dia 13 de fevereiro de 2018.
| Ordem dos desfiles |
| 1. Acadêmicos de Vigário Geral 2. Unidos da Ponte 3. Arame de Ricardo 4. Tradição 5. Em Cima da Hora 6. Unidos das Vargens 7. Unidos do Cabuçu 8. Unidos do Jacarezinho 9. Lins Imperial 10. Vizinha Faladeira 11. Acadêmicos do Engenho da Rainha 12. União do Parque Curicica |

Quesitos e julgadores
Foram mantidos os nove quesitos de avaliação dos anos anteriores e a mesma quantidade de julgadores (quatro por quesito).
| Quesitos | Quesitos                     | Julgador 1                      | Julgador 2                | Julgador 3              | Julgador 4                   |
| -------- | ---------------------------- | ------------------------------- | ------------------------- | ----------------------- | ---------------------------- |
|          | Mestre-Sala e Porta-Bandeira | Erick Meireles                  | Rose Luz Oliveira         | Cleiviton Pinheiro      | Simone de Lima Machado Gomes |
|          | Comissão de Frente           | Fernando Machado Gomes          | Simone Marques de Alencar | Fabiana Neves Rodrigues | Ana Beatriz Passos Siqueira  |
|          | Fantasias                    | Maria Dalva                     | Renato Costa da Silva     | Lúcio Damásio           | Isaura Alvarez               |
|          | Alegorias e Adereços         | Carla Mendonça                  | Natália Rodrigues         | Aliomar Silva           | Ruan Santos Nunes            |
|          | Enredo                       | Viviane da Silva                | Bárbara Passos            | Naiara Rodrigues        | Rafael dos Santos Souza      |
|          | Evolução                     | Matheus Vicente                 | Tânia Cristina            | Sheila Oliveira         | Ioná Pontes Batista          |
|          | Harmonia                     | Cristina Alves dos Reis         | Thais da Silva Mendes     | Camila Mendonça Alves   | Luciana Azevedo              |
|          | Samba-Enredo                 | Ricardo César Oliveira da Silva | Wallace Soares            | Felipe de Freitas       | Aristóteles da Silva Neto    |
|          | Bateria                      | Anderson Souza da Silva         | Rafael                    | Wallace da Silva        | José Ricardo                 |

### Classificação
Unidos da Ponte foi campeã com um décimo de diferença para a União do Parque Curicica. Com a vitória, a Ponte garantiu seu retorno à segunda divisão, de onde estava afastada desde 2003.
| Legenda: Promovida à Série A Rebaixadas para a Série C |

| Col. | Escola                          | Enredo                                                                                                  | Carnavalesco(a)                                      | Pontos | Desempate          |
| ---- | ------------------------------- | --- | ---------------------------------------------------- | ------ | ------------------ |
| 1    | Unidos da Ponte                 | Romance de Xangô: A Dança do Fogo                                                                       | Lucas Milato                                         | 269,3  | -                  |
| 2    | União do Parque Curicica        | O Reino Está Nú!                                                                                        | Marcus Ferreira                                      | 269,2  | -                  |
| 3    | Tradição                        | Sabá - Soberana da Etiópia, Sedutora de Jerusalém                                                       | Leandro Valente                                      | 269    | Bateria (30 pts)   |
| 4    | Vizinha Faladeira               | O Marquês Numa Viagem Pioneira, Vê Nascer Um Rei na Vizinha Faladeira - Paulo Barros, o DNA do Carnaval | Jean Rodrigues                                       | 269    | Bateria (29,9 pts) |
| 5    | Acadêmicos do Engenho da Rainha | Deixa Falar: O Que É Que Há? Academia do Samba, Hoje Sou Estácio de Sá                                  | Guilherme Diniz e Rodrigo Marques                    | 268,9  | -                  |
| 6    | Lins Imperial                   | Zicartola                                                                                               | Claudio Fontes e Tiago Ribeiro                       | 268,7  | -                  |
| 7    | Em Cima da Hora                 | Uma Fantástica Viagem por Uma Cidade em Aquarela                                                        | Rodrigo Almeida                                      | 268,6  | Bateria (30 pts)   |
| 8    | Arame de Ricardo                | Agbayê - Dos Orixás Renasce a Vida                                                                      | Bruno Rocha                                          | 268,6  | Bateria (29,9 pts) |
| 9    | Acadêmicos de Vigário Geral     | Dos Tambores Africanos ao Bandoneón - Tango, Um Sentimento Que Se Dança                                 | Alexandre Costa, Lino Sales e Marcus Vinícius do Val | 268,5  | -                  |
| 10   | Unidos do Cabuçu                | Um Reinado Preto Brasileiro                                                                             | André Rodrigues                                      | 268,3  | -                  |
| 11   | Unidos das Vargens              | Na Semente de Oxum e Odè… O Equilíbrio, a Paz e a Beleza do Amor                                        | Léo Polycarpo                                        | 268,1  | -                  |
| 12   | Unidos do Jacarezinho           | O Cântico do Poeta pelo Amor de Euzébia                                                                 | Eduardo Gonçalves                                    | 267,1  | -                  |

### Premiações
| Prêmios 2018      | Melhor Escola          | Samba-Enredo | Melhor Enredo            | Melhor Bateria  | Mestre-Sala e Porta-Bandeira | Comissão de Frente | Melhor Intérprete                    | Melhor Ala de Baianas    | Ala de Passistas         |
| ----------------- | ---------------------- | ------------ | ------------------------ | --------------- | ---------------------------- | ------------------ | ------------------------------------ | ------------------------ | ------------------------ |
| Explosão in Samba | Ponte                  | Arame        | -                        | Em Cima da Hora | Diego e Cris (Vigário Geral) | Ponte              | Zé Paulo Miranda (Arame)             | Tradição                 | Vizinha                  |
| Samba na Veia     | Lins Imperial e Cabuçu | Cabuçu       | Tradição e Vigário Geral | Unidos da Ponte | Jorge e Laís (Vizinha)       | Vizinha            | Marcelinho e Anderson Bala (Vizinha) | Lins Imperial e Tradição | Lins, Vizinha e Tradição |
| S@mba-Net         | Lins Imperial          | Cabuçu       | -                        | -               | -                            | -                  | -                                    | -                        | -                        |

## Série C
O desfile da Série C (quarta divisão) foi organizado pela LIESB e realizado na Estrada Intendente Magalhães, a partir das 20 horas da segunda-feira, dia 12 de fevereiro de 2018.
| Ordem dos desfiles |
| 1. Arranco 2. Caprichosos de Pilares (Não desfilou) 3. Rosa de Ouro 4. Boca de Siri 5. Sereno de Campo Grande 6. Unidos da Vila Kennedy 7. Unidos de Lucas 8. Leão de Nova Iguaçu 9. Império da Uva 10. União de Maricá 11. Favo de Acari 12. Difícil É o Nome 13. Unidos da Vila Santa Tereza 14. Mocidade Unida do Santa Marta |

Quesitos e julgadores
Foram mantidos os nove quesitos de avaliação dos anos anteriores e a mesma quantidade de julgadores (quatro por quesito).
| Quesitos | Quesitos                     | Julgador 1                      | Julgador 2                | Julgador 3              | Julgador 4                   |
| -------- | ---------------------------- | ------------------------------- | ------------------------- | ----------------------- | ---------------------------- |
|          | Mestre-Sala e Porta-Bandeira | Erick Meireles                  | Rose Luz Oliveira         | Cleiviton Pinheiro      | Simone de Lima Machado Gomes |
|          | Comissão de Frente           | Fernando Machado Gomes          | Simone Marques de Alencar | Fabiana Neves Rodrigues | Ana Beatriz Passos Siqueira  |
|          | Fantasias                    | Maria Dalva                     | Renato Costa da Silva     | Lúcio Damásio           | Isaura Alvarez               |
|          | Alegorias e Adereços         | Carla Mendonça                  | Natália Rodrigues         | Aliomar Silva           | Ruan Santos Nunes            |
|          | Enredo                       | Viviane da Silva                | Bárbara Passos            | Naiara Rodrigues        | Rafael dos Santos Souza      |
|          | Evolução                     | Matheus Vicente                 | Tânia Cristina            | Sheila Oliveira         | Ioná Pontes Batista          |
|          | Harmonia                     | Cristina Alves dos Reis         | Thais da Silva Mendes     | Camila Mendonça Alves   | Luciana Azevedo              |
|          | Samba-Enredo                 | Ricardo César Oliveira da Silva | Wallace Soares            | Felipe de Freitas       | Aristóteles da Silva Neto    |
|          | Bateria                      | Anderson Souza da Silva         | Rafael                    | Wallace da Silva        | José Ricardo                 |

### Classificação
União de Maricá foi campeã com um décimo de diferença para a Boca de Siri. Com a vitória, a escola garantiu sua promoção inédita à terceira divisão. A União de Maricá realizou um desfile em homenagem ao centenário do Cordão da Bola Preta. Boca de Siri e Unidos de Lucas também foram promovidas à Série B. Envolvida em disputas judiciais pela sua presidência, a Caprichosos de Pilares, pela primeira vez em sua história, não desfilou, sendo rebaixada à Série D.
| Legenda: Promovidas à Série B Rebaixadas para a Série D |

| Col. | Escola                        | Enredo                                                                                               | Carnavalesco(a)                   | Pontos | Desempate          |
| ---- | ----------------------------- | --- | --------------------------------- | ------ | ------------------ |
| 1    | União de Maricá               | 100Sacional! Um Maxixetico e Rebolativo Baile                                                        | Renato Figueiredo                 | 269    | -                  |
| 2    | Boca de Siri                  | Vamos Falar de Índios                                                                                | Eduardo Pinho                     | 268,9  | -                  |
| 3    | Unidos de Lucas               | O Galo Arretado Canta o Nordeste, o Xodó do Brasil!                                                  | Walter Guilherme                  | 268,7  | -                  |
| 4    | Império da Uva                | Nos Trilhos da História: Queimados na Estação do Futuro                                              | Miro Freitas                      | 268,6  | Bateria (30 pts)   |
| 5    | Arranco                       | Por Uma Ponte ao Som do Mar, Cidade Sorriso Vamos Navegar                                            | Júlio César Farias                | 268,6  | Bateria (29,8 pts) |
| 6    | Sereno de Campo Grande        | Vale a Pena Verde Novo - Salvem a Natureza                                                           | Flávio Ribeiro                    | 268,5  | -                  |
| 7    | Unidos da Vila Kennedy        | Eita Boi Danado!                                                                                     | Adriano Soares                    | 268,4  | -                  |
| 8    | Difícil É o Nome              | Ojuobá: O Senhor da Justiça e da Igualdade                                                           | Louis Cavalcanthé                 | 267,5  | -                  |
| 9    | Unidos da Vila Santa Tereza   | Baobá - A Árvore da Vida                                                                             | Plínio Santos                     | 267,4  | -                  |
| 10   | Favo de Acari                 | A História de Vida de Pedro Fernandes. O Favo de Acari Exalta o Filho Nordestino que Deixou Saudades | Eduardo Júnior e Nelson Costa     | 266,5  | -                  |
| 11   | Leão de Nova Iguaçu           | Com Vaidade à Flor da Pele, o Leão Exalta a Divina Beleza Humana!                                    | Amauri Santos                     | 266,2  | -                  |
| 12   | Mocidade Unida do Santa Marta | Panterantropofagia - Ode à Macunaíma, o Anti-Herói Brasileiro!                                       | Leonardo Soares e Rodrigo Almeida | 264,6  | -                  |
| 13   | Rosa de Ouro                  | Tributo a Vaidade (Reedição do enredo de 1991 da Portela)                                            | Luciano Moreira                   | 264,4  | -                  |

## Série D
O desfile da Série D (quinta divisão) foi organizado pela LIESB e realizado na Estrada Intendente Magalhães, a partir das 20 horas do domingo, dia 11 de fevereiro de 2018.
| Ordem dos desfiles |
| 1. Corações Unidos do Jardim Bangu 2. Unidos de Cosmos 3. Império Ricardense 4. Acadêmicos da Abolição 5. Mocidade Independente de Inhaúma 6. Alegria do Vilar 7. Chatuba de Mesquita 8. Tupy de Brás de Pina 9. Unidos da Villa Rica 10. Coroado de Jacarepaguá (Não desfilou) 11. Arrastão de Cascadura 12. União de Jacarepaguá 13. Acadêmicos de Madureira 14. Flor da Mina do Andaraí |

Quesitos e julgadores
Foram mantidos os nove quesitos de avaliação dos anos anteriores e a mesma quantidade de julgadores (quatro por quesito).
| Quesitos | Quesitos                     | Julgador 1                      | Julgador 2                | Julgador 3              | Julgador 4                   |
| -------- | ---------------------------- | ------------------------------- | ------------------------- | ----------------------- | ---------------------------- |
|          | Mestre-Sala e Porta-Bandeira | Erick Meireles                  | Rose Luz Oliveira         | Cleiviton Pinheiro      | Simone de Lima Machado Gomes |
|          | Comissão de Frente           | Fernando Machado Gomes          | Simone Marques de Alencar | Fabiana Neves Rodrigues | Ana Beatriz Passos Siqueira  |
|          | Fantasias                    | Maria Dalva                     | Renato Costa da Silva     | Lúcio Damásio           | Isaura Alvarez               |
|          | Alegorias e Adereços         | Carla Mendonça                  | Natália Rodrigues         | Aliomar Silva           | Ruan Santos Nunes            |
|          | Enredo                       | Viviane da Silva                | Bárbara Passos            | Naiara Rodrigues        | Rafael dos Santos Souza      |
|          | Evolução                     | Matheus Vicente                 | Tânia Cristina            | Sheila Oliveira         | Ioná Pontes Batista          |
|          | Harmonia                     | Cristina Alves dos Reis         | Thais da Silva Mendes     | Camila Mendonça Alves   | Luciana Azevedo              |
|          | Samba-Enredo                 | Ricardo César Oliveira da Silva | Wallace Soares            | Felipe de Freitas       | Aristóteles da Silva Neto    |
|          | Bateria                      | Anderson Souza da Silva         | Rafael                    | Wallace da Silva        | José Ricardo                 |

### Classificação
Unidos da Villa Rica foi campeã com um décimo de diferença para a Acadêmicos de Madureira. Com a vitória, a escola garantiu seu retorno à quarta divisão, de onde estava afastada desde 2015. A Villa Rica realizou um desfile em homenagem ao Rio de Janeiro. Acadêmicos de Madureira e Corações Unidos do Jardim Bangu também foram promovidas à Série C.
| Legenda: Promovidas à Série C Rebaixadas para a Série E |

| Col. | Escola                           | Enredo                                                                                  | Carnavalesco(a)                                                                                       | Pontos | Desempate          |
| ---- | -------------------------------- | --------------------------------------------------------------------------------------- | --- | ------ | ------------------ |
| 1    | Unidos da Villa Rica             | Rio de Janeiro - Pedaço do Meu Brasil, Terra de Encantos Mil                            | Juniel Dias                                                                                           | 269,5  | -                  |
| 2    | Acadêmicos de Madureira          | Berço do Samba, do Jongo á Capoeira… Chegou Madureira!                                  | Noan Hilton (in memorian), Fatima Malaquias, Alexandre Imperial, Vera Lucia e William Ribeiro (Leela) | 269,4  | -                  |
| 3    | Corações Unidos do Jardim Bangu  | Os Mistérios das Águas Doces. Cantos e Contos                                           | Fábio Carneiro                                                                                        | 269,3  | -                  |
| 4    | União de Jacarepaguá             | Caruaru: Capital do Forró e do São João Mais Arretado do Brasil!                        | Jorge Caribé                                                                                          | 269,1  | -                  |
| 5    | Acadêmicos da Abolição           | É Preciso Preservar                                                                     | Fábio Henriques                                                                                       | 269    | -                  |
| 6    | Chatuba de Mesquita              | Beija-Flor, a Deusa da Passarela - 70 Anos de Glória!                                   | Carlos Cavallieri e Sérgio Falcão                                                                     | 268,9  | -                  |
| 7    | Tupy de Brás de Pina             | Império da Tijuca - Na Corte do Samba, És o Primeiro                                    | Sidney Soares                                                                                         | 268,2  | -                  |
| 8    | Império Ricardense               | Awré Bambá Lázaro: O Mensageiro do Oriki de Olodum                                      | Alicinha Smith, Arilton Smith, Eliane Boldrini e Gabriel Mello                                        | 268,1  | -                  |
| 9    | Unidos de Cosmos                 | Meu Brasil Guerreiro. Salve o Povo Devoto e Festeiro                                    | Alex Porfírio                                                                                         | 267,6  | -                  |
| 10   | Arrastão de Cascadura            | Chico Frota! Na Frequência desse Som...                                                 | Alexandre Devecchi e Fabrício Amaral                                                                  | 267,3  | Bateria (29,9 pts) |
| 11   | Flor da Mina do Andaraí          | Hoje Tem Doce! Tem Cosme! Hoje Tem Alegria! Tem Damião! É Dia de Festa e Fé no Andaraí! | Fábio de Deus                                                                                         | 267,3  | Bateria (29,7 pts) |
| 12   | Mocidade Independente de Inhaúma | Velho Tronco - Baobá, Olhar Sobre África                                                | Flávio Lins                                                                                           | 226,7  | -                  |
| 13   | Alegria do Vilar                 | Uma Sublime Visão nas Lendas, Contos e Assombrações do Rio São Francisco - Opará        | Ricardo Paulino                                                                                       | 131,5  | -                  |

## Série E
O desfile da Série E (sexta divisão) foi organizado pela LIESB e realizado na Estrada Intendente Magalhães, a partir das 20 horas do sábado, dia 17 de fevereiro de 2018.
| Ordem dos desfiles |
| 1. Vaz Lobo (Não desfilou) 2. Independente da Praça da Bandeira 3. Mocidade Unida da Cidade de Deus 4. Independentes de Olaria 5. Boêmios de Inhaúma 6. Gato de Bonsucesso 7. Acadêmicos do Dendê 8. União de Campo Grande 9. Embalo do Engenho Novo 10. Unidos de Manguinhos 11. Feitiço do Rio 12. Mensageiros da Paz 13. Nação Insulana 14. Colibri 15. Vicente de Carvalho |

Quesitos e julgadores
Foram mantidos os nove quesitos de avaliação dos anos anteriores e a mesma quantidade de julgadores (dois por quesito).
| Quesitos | Quesitos                     | Julgador 1                      | Julgador 2                   |
| -------- | ---------------------------- | ------------------------------- | ---------------------------- |
|          | Mestre-Sala e Porta-Bandeira | Cleiviton Pinheiro              | Simone de Lima Machado Gomes |
|          | Comissão de Frente           | Fernando Machado Gomes          | Simone Marques de Alencar    |
|          | Fantasias                    | Lúcio Damásio                   | Renato Costa da Silva        |
|          | Alegorias e Adereços         | Carla Mendonça                  | Natália Rodrigues            |
|          | Enredo                       | Rafael dos Santos Souza         | Viviane da Silva             |
|          | Evolução                     | Matheus Vicente                 | Sheila Oliveira              |
|          | Harmonia                     | Cristina Alves dos Reis         | Camila Mendonça Alves        |
|          | Samba-Enredo                 | Ricardo César Oliveira da Silva | Aristóteles da Silva Neto    |
|          | Bateria                      | Anderson Souza da Silva         | Wallace da Silva             |

### Classificação
Em seu desfile de estreia no carnaval, a Independentes de Olaria foi campeã da Série E com dois décimos de diferença para a Vicente de Carvalho. Com a vitória, a escola foi promovida à quinta divisão. Vicente de Carvalho e Independente da Praça da Bandeira também foram promovidas à Série D.
| Legenda: Promovidas à Série D Suspensas de desfilar |

| Col. | Escola                            | Enredo                                                                                           | Carnavalesco(a)                                        | Pontos | Desempate          |
| ---- | --------------------------------- | ------------------------------------------------------------------------------------------------ | ------------------------------------------------------ | ------ | ------------------ |
| 1    | Independentes de Olaria           | Janaína, a Índia que Virou Sereia do Mar                                                         | Guilherme Diniz, Rodrigo Marques e Vinícius Nascimento | 179,6  | -                  |
| 2    | Vicente de Carvalho               | O Ciclo da Vida                                                                                  | Humberto Pinto                                         | 179,4  | -                  |
| 3    | Independente da Praça da Bandeira | Heranças da Mãe África                                                                           | Ricardo Paulino e Walter Guilherme                     | 179,3  | -                  |
| 4    | Embalo do Engenho Novo            | 33, Destino D. Pedro II (Reedição do enredo de 1984 da Em Cima da Hora)                          | Cláudio Almeida                                        | 179,2  | -                  |
| 5    | Feitiço do Rio                    | Peça É Gente no Tabuleiro da Intendente                                                          | Elídio Júnior, Daniel Guimarães e Daniel Sobral Barros | 178,1  | -                  |
| 6    | União de Campo Grande             | Campo Grande Canta e Encanta, com o Canto das Três Raças                                         | Reinalto Silveira                                      | 177,8  | -                  |
| 7    | Unidos de Manguinhos              | Hoje a Festa É do Povo da Floresta                                                               | Filipe Pereira                                         | 177,7  | Bateria (20 pts)   |
| 8    | Mensageiros da Paz                | Com a Benção do Meu Padim Padre Cícero a Mensageiros da Paz vem Exaltar a Brava Nação Nordestina | Alex Tavares e Paulo Pontes Schimidt                   | 177,7  | Bateria (19,9 pts) |
| 9    | Acadêmicos do Dendê               | Feira de Caruaru                                                                                 | Guilherme Alexandre                                    | 177,5  | -                  |
| 10   | Mocidade Unida da Cidade de Deus  | Eu Prefiro Ser Essa Biblioteca Ambulante                                                         | Guto Carrilho                                          | 175,6  | -                  |
| 11   | Colibri de Mesquita               | Ditado Popular é o Bicho!                                                                        | Mateus Medeiros                                        | 175,5  | -                  |
| 12   | Nação Insulana                    | Nas Páginas da Memória, a Nação Resgata Essa História... Nilópolis no Esplendor de Sua Glória    | Luiz Cavalcanthé                                       | 175,1  | -                  |
| 13   | Boêmios de Inhaúma                | Os Saltimbancos: Uma Aventura em Busca da Felicidade                                             | Clebson Prates                                         | 166    | -                  |
| 14   | Gato de Bonsucesso                | Mulher, Mulher, Mulher                                                                           | Marcos Salles                                          | 164,2  | -                  |

## Escolas mirins
O desfile das escolas mirins foi organizado pela Associação das Escolas de Samba Mirins do Rio de Janeiro (AESM-Rio) e realizado no Sambódromo da Marquês de Sapucaí, a partir das 18 horas da terça-feira, dia 13 de fevereiro de 2018. As escolas mirins não são julgadas. Cada agremiação teve 30 minutos para se apresentar.
| Ordem dos desfiles |
| 1. Tijuquinha do Borel 2. Golfinhos do Rio de Janeiro 3. Inocentes da Caprichosos 4. Ainda Existem Crianças na Vila Kennedy 5. Miúda da Cabuçu 6. Nova Geração do Estácio 7. Pimpolhos da Grande Rio 8. Filhos da Águia 9. Império do Futuro 10. Aprendizes do Salgueiro 11. Estrelinha da Mocidade 12. Corações Unidos do Ciep 13. Herdeiros da Vila 14. Petizes da Penha 15. Infantes do Lins 16. Mangueira do Amanhã |

## Blocos de enredo
Os desfiles foram organizados pela Federação dos Blocos Carnavalescos do Estado do Rio de Janeiro (FBCERJ). A ordem dos desfiles foi definida através de sorteio realizado no dia 27 de julho de 2017 na sede da FBCERJ.

### Grupo 1
O desfile foi realizado a partir das 20 horas do sábado, dia 10 de fevereiro de 2018, na Avenida República do Chile.
| Ordem dos desfiles |
| 1. Grilo de Bangu 2. Acadêmicos do Vidigal 3. Bloco do Barriga 4. Bloco do China 5. Flor da Primavera 6. Novo Horizonte 7. União da Ponte 8. Unidos do Alto da Boa Vista 9. Império do Gramacho |

#### Classificação
Bloco do Barriga foi o campeão. Bloco do China foi desclassificado por desfilar fora da ordem definida.
| Col. | Bloco                       | Enredo                              | Carnavalesco(a)      | Pontos                      | Quesito de Desempate        |
| ---- | --------------------------- | ----------------------------------- | -------------------- | --------------------------- | --------------------------- |
| 1    | Bloco do Barriga            | Juruparí - O Clamor Vem da Floresta | Raphael Ladeira      | 184                         | -                           |
| 2    | Império do Gramacho         | Ciência e Superstição               | Cid Souza            | 180,5                       | Bateria                     |
| 3    | Flor da Primavera           | Bola, a Dona do Mundo               | Mika                 | 180,5                       | Bateria                     |
| 4    | Novo Horizonte              | Um Sertão Feito à Mão               | Sylvio Cielo         | 180                         | -                           |
| 5    | Acadêmicos do Vidigal       | Da Corte ao Arraiá                  | Júnior Vidigal       | 179,5                       | -                           |
| 6    | União da Ponte              | Gangazumba - Rei dos Palmares       | Reinaldo B. Silveira | 179                         | -                           |
| 7    | Grilo de Bangu              | Um Brasil Brega e Chique!           | Comissão de Carnaval | 173                         | -                           |
| 8    | Unidos do Alto da Boa Vista | Como Será o Amanhã?                 | Comissão de Carnaval | 171                         | -                           |
| 9    | Bloco do China              | Lapa Boêmia, dos Malandros Imortais | Comissão de Carnaval | Desclassificado (Artigo 14) | Desclassificado (Artigo 14) |

### Grupo 2
O desfile foi realizado a partir das 20 horas do sábado, dia 10 de fevereiro de 2018, na Estrada Intendente Magalhães.
| Ordem dos desfiles |
| 1. Amizade da Água Branca 2. Oba-Oba do Recreio 3. Raízes da Tijuca 4. Unidos da Laureano 5. Mocidade Unida da Mineira 6. Mocidade Unida de Manguariba 7. Cometas do Bispo 8. Vai Barrar? Nunca! 9. Tradição Barreirense de Mesquita 10. Canários das Laranjeiras |

#### Classificação
Mocidade Unida da Mineira foi o campeão sendo promovido ao Grupo 1.
| Legenda: Promovido ao Grupo 1 |

| Col. | Bloco                            | Enredo | Carnavalesco(a)                           | Pontos | Quesito de Desempate |
| ---- | -------------------------------- | --- | ----------------------------------------- | ------ | -------------------- |
| 1    | Mocidade Unida da Mineira        | Na Folia com a Mineira, o Nordeste Vale Mais | David Hygino Cajahiba e Marcelo Alexandre | 184    | -                    |
| 2    | Tradição Barreirense de Mesquita | Circo - Uma Arte Milenar | Moisés da Silva Ganga                     | 182,5  | -                    |
| 3    | Vai Barrar? Nunca!               | Carnaval, É Carnaval | Jairo Gama                                | 182    | Bateria              |
| 4    | Cometas do Bispo                 | Mãe | Oziene Furttado                           | 182    | Bateria              |
| 5    | Canários das Laranjeiras         | A Bahia Tem Axé | Soca Silva                                | 179,5  | -                    |
| 6    | Unidos da Laureano               | Amazônia, Lendas, Contos e Mistérios | Felipe Pinheiro de Oliveira               | 179    | -                    |
| 7    | Mocidade Unida de Manguariba     | Citrolândia, Campo Grande! Uma História de Sucesso | Galileu Santos                            | 169,5  | -                    |
| 8    | Amizade da Água Branca           | Laroyê, Mojubá, Exu, Pedimos Sua Licença, que Abra Nossos Caminhos, que Nos Dê Passagem ao Povo de Rua, Pedimos Licença para Mostrar a Nossa Homenagem, com Nosso Respeito ao Malandro da Lapa | Ivan Júnior                               | 166    | -                    |
| 9    | Oba-Oba do Recreio               | Jair Rodrigues - Alegria e Bossa na Música Brasileira | José Maurício Tavares                     | 157,5  | -                    |
| 10   | Raízes da Tijuca                 | Terra do Nunca | Marcelo Vieira de Paula                   | 155,5  | -                    |